# Condado de Louth
El condado de Louth (en irlandés: Contae Lú; en inglés: County Louth) se encuentra en la costa oriental de Irlanda, en la provincia de Leinster. Su nombre quiere decir en irlandés "el menor", y en consecuencia es el condado de menor tamaño de Irlanda. La capital del condado de Lú / Louth es Dún Dealgan (en irlandés) / Dundalk (en inglés). Su superficie es de 820 km² y su población en 2016 era de 128.375 habitantes. El punto más alto es el Sliabh Feá (589 m.).
Otras poblaciones del condado de Lú / Louth:
- Áth Fherdia / Ardee
- Droichead Átha / Drogheda

El Condado de Louth es el nombre de la localidad de Louth, que a su vez lleva el nombre de Lugh, dios de los antiguos irlandeses. Históricamente, el topónimo ha tenido diferentes grafías; "Lugmad", "Lughmhaigh", y "Lughmhadh" (véase Histórico Lista de nombres para el listado completo). Lú es la ortografía simplificada moderna.
La comarca está llena de mitos, las leyendas y la historia, y es un lugar en el Táin Bó Cúailnge. Más tarde vivió la influencia de los vikingos como se ve en el nombre de Carlingford. También establecieron un longphort en Annagassan en el siglo IX. En ese momento Louth consistía en tres sub-reinos cada sujeto para separar el exceso de reinos: Conaille (Ulaid); Fir Rois (Airgialla); y, Fir Arda Ciannachta (Mide). Toda la zona se convirtió en parte del Reino de O'Carroll Airgialla (Oriel) a principios del siglo XII.

## Historia
Numerosos sitios históricos se encuentran en el condado, incluyendo los emplazamientos religiosos de Monasterboice, Mellifont Abbey y el monasterio dominico de Santa María Magdalena. A principios del siglo XIV, el ejército escocés de Edward Bruce fue expulsado de Drogheda. Edward fue derrotado en la batalla de Faughart cerca de Dundalk, muriendo en ella.
Los normandos ocuparon la zona de Louth, en la década de 1180, que pasó a ser conocida como el Oriel inglés, para distinguirla del resto (Oriel irlandés), que quedó en manos de irlandeses y que se convertiría en el señorío de McMahon Oriel de Monaghan.
En 1189, una carta real fue concedida a Dundalk después de que un noble normando llamado Bertram de Verdun construyera una casa de campo en Castletown. Más tarde, en 1412, una carta real fue concedida a Drogheda. Esta carta unificó las ciudades de Drogheda-en-Meath y Drogheda-en-Uriel (Louth) como un condado por derecho propio, con el nombre de 'Condado de la ciudad de Drogheda'. Drogheda continuó como una ciudad del condado hasta la creación de Consejos de Condado, a través de la promulgación de la Ley de Gobierno local de Irlanda de 1898, que vio a todo Drogheda, incluyendo una amplia zona al sur del río Boyne, convertirse en parte del condado de Louth.
Hasta finales del siglo XVI, Louth había sido parte de Úlster, antes de ser incluido en Leinster tras una conferencia celebrada en Faughart (en 1596) entre los jefes de Úlster (O'Nial / O'Niel y O'Donel / McDonnell ), por parte irlandesa, y el arzobispo de Cashel y el conde de Ormonde por parte inglesa.
En los siglos XVI y XVII tuvieron lugar abundantes escaramuzas y batallas que involucran fuerzas irlandeses e ingleses, como la batalla de Moiry Pass y frecuentes rebeliones en las áreas del Úlster aún colonizadas. Oliver Cromwell atacó Drogheda en 1649 masacrando a la guarnición realista y a cientos de ciudadanos. Hacia el final del mismo siglo, durante la Guerra Guillermita de Irlanda los ejércitos de los reyes en guerra, Jacobo y Guillermo, se enfrentaron al sur de Louth durante la batalla del Boyne a 3 km al oeste de Drogheda. Drogheda apoyaba al ejército de Jacobo II mandado por Lord Iveagh, pero se rindió a Guillermo III al día siguiente de la batalla del Boyne.
En 1798, los líderes de los Irlandeses Unidos incluían a Bartolomé Teeling, John Byrne y Patrick Byrne, todos de Castletown; Anthony Marmion de Louth Ciudad y Dundalk, Anthony McCann desde Corderry; Nicholas y Thomas Markey de Barmeath, y Arthur McKeown, John Warren, y James McAllister de Cambricville. Fueron delatados por un tal doctor Conlan, que venían de Dundalk, y un agente provocador llamado Sam Turner, de Newry. Varios de ellos fueron ahorcados.
El sacerdote y el científico Nicholas Callan (1799-1864) era de Darver.

## Ciudades y pueblos
- Annagassan 201
- Ardee 4,928
- Baltray 132
- Beaulieu 232
- Carlingford 1,445
- Castlebellingham - Kilsaran 1,126
- Clogherhead 2,145
- Collon 896
- Drogheda 40,956
- Dromiskin 1,195
- Dundalk 39,004
- Dunleer 1,822
- Jenkinstown 360
- Knockbridge 667
- Lordship 486
- Louth 735
- Omeath 603
- Tallanstown 674
- Termonfeckin 1,579
- Tinure 464
- Tullyallen 1,547

## Arte y patrimonio
- Monasterboice: Ruinas monásticas y cementerio con grandes cruces celtas entre las que destaca la cruz de Muiredach